# Jean-Toussaint Desanti
Jean-Toussaint Desanti, född 8 oktober 1914 i Ajaccio, död 20 januari 2002 i Paris, var en fransk marxistiskt influerad filosof. Han publicerade verk om matematikfilosofi och fenomenologi.

## Biografi
Jean-Toussaint Desanti var son till Jean-François Desanti och Marie-Paule Colonna. Under andra världskriget var han medlem av franska motståndsrörelsen. Tillsammans med sin hustru Dominique (1920–2011) blev han 1943 medlem av Franska kommunistpartiet; han förblev medlem till 1956. År 1950 publicerade Desanti tillsammans med Raymond Guyot, Francis Cohen och Gérard Vassails verket Science bourgeoise et science proletarienne, vilket förordade lysenkoism.
Desanti föreläste vid bland annat École Normale Supérieure och Sorbonne. Bland hans studenter fanns Michel Foucault och Louis Althusser.